# Kobyłka syberyjska
Kobyłka syberyjska (Gomphocerus sibiricus) – owad z rzędu prostoskrzydłych. Osiąga długość ponad 20 mm. Owad barwy ciemnozielonej. Samce posiadają silnie rozszerzone przednie golenie. Kobyłka syberyjska występuje masowo w Azji i tam powoduje często poważne szkody w uprawach. W Polsce gatunek rzadko spotykany.